# Storozhynets
Storozhynets (tiếng Ukraina: Сторожинець) là một thành phố của Ukraina. Thành phố này thuộc tỉnh Chernivtsi. Thành phố này có diện tích ? km2, dân số theo điều tra dân số năm 2001 là 14693 người.